# Emma Mampe-Babnigg

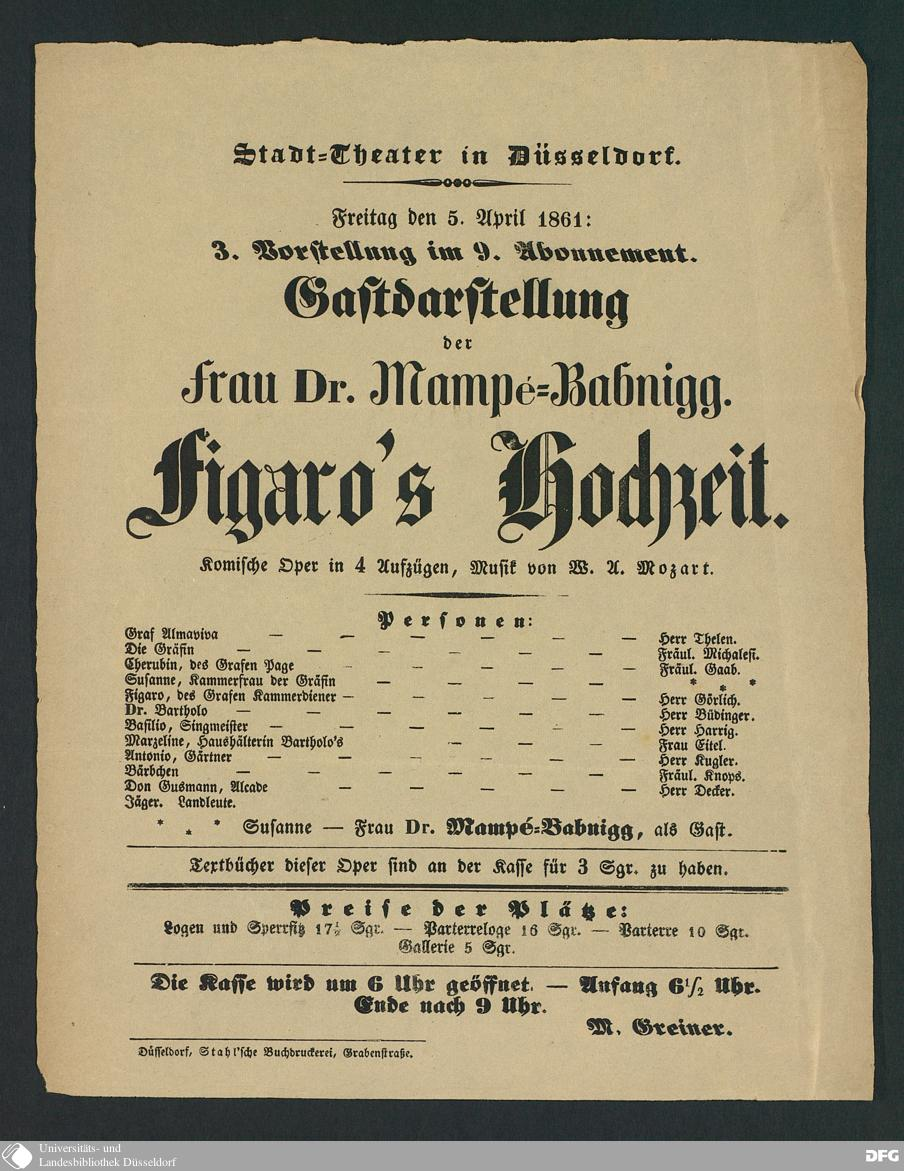
Theaterzettel zu einer Gastvorstellung Mampe-Babniggs am 5. April 1861 am Stadttheater Düsseldorf

Emma Mampe-Babnigg, auch Emma Mampé-Babnigg (25. Februar 1825 in Pest – 5. Mai 1904 in Wien) war eine österreichische Opernsängerin (Sopran) und Gesangspädagogin.

## Leben
Die Tochter von Anton Babnigg fiel durch ihre schöne Stimme auf und er selbst erteilte ihr zunächst Gesangsunterricht. 1843 wagte sie ihren ersten Bühnenversuch als „Rosina“ im Barbier von Sevilla am Hoftheater Dresden. Sie gefiel und wurde engagiert. Zwischenzeitlich ging sie 1845 zu ergänzenden Studien nach Paris, wo sie das Conservatoire National besuchte und dann einige Konzerte gab. Nach dreijährigem Wirken kam sie an das Stadttheater in Hamburg, wo sie bis 1849 als Vertreterin erster Koloraturpartien tätig war. Von dort ging sie nach Breslau, gehörte dem Opernensemble des dortigen Stadttheaters bis zum Frühjahr 1852 an und blieb diese ganze Zeit hindurch der verwöhnte und gefeierte Liebling des Publikums. Besonders die Opernsaison 1849 bis 1850 war ein Goldquelle für die Theaterkasse. Während der ganzen Zeit ihres dortigen Engagements sah man stets ausverkaufte Häuser, sobald der Name „Babnigg“ auf dem Zettel zu lesen war. Und so wie hier schätze man sie auch 1852 bis 1853 am Hoftheater in Hannover und 1854 bei ihrem mehrmonatlichen Gastspiel in Hamburg. 1855 verheiratete sie sich mit Dr. Mampe und zog sich von der Bühne zurück. Sie nahm Wohnsitz in Wien, gab aber weiterhin Gastspiele u. a. am Kärntnertortheater in Wien, in Stuttgart, Berlin, Düsseldorf, Madrid und Barcelona sowie an den Hoftheathern in Altenburg und Bernburg.
Ab 1867 bis in die 1890er Jahre war sie eine gesuchte Gesangspädagogin.
Sie erwarb sich durch ihre Gesangeskunst, die zur Zeit ihres Breslauer Engagements den Kulminationspunkt erreichte, den Namen der „Schlesischen Nachtigall“.
Sie soll insgesamt 220 Partien gesungen haben. Die wichtigsten davon waren die „Rosina“ im „Barbier von Sevilla“, die „Marie“ in Donizettis „Regimentstochter“, die „Lucia di Lammermoor“, die „Madeleine“ im „Postillon de Lonjumeau“ von Adam, die „Susanna“ in „Figaros Hochzeit“ und die „Martha“ in der gleichnamigen Oper von Flotow.
Ihre Schüler u. a. waren der Tenor Hugo Grahl (1845–1903), die Sopranistin Thila Plaichinger (1868–1939), die Sopranistin Irene Abendroth und der Tenor Hugo Krüger.